# Горст (Вашингтон)
Горст (англ. Gorst) — переписна місцевість (CDP) в США, в окрузі Кітсеп штату Вашингтон. Населення — 605 осіб (2020).

## Географія
Горст розташований за координатами 47°31′24″ пн. ш. 122°42′20″ зх. д. / 47.52333° пн. ш. 122.70556° зх. д. (47.523379, -122.705482).  За даними Бюро перепису населення США в 2010 році переписна місцевість мала площу 1,69 км², уся площа — суходіл. В 2017 році площа становила 1,60 км², уся площа — суходіл.

## Демографія
Згідно з переписом 2010 року, у переписній місцевості мешкали 592 особи в 255 домогосподарствах у складі 142 родин. Густота населення становила 351 особа/км².  Було 280 помешкань (166/км²).
Расовий склад населення:
| - 83,8 % — білих - 2,5 % — азіатів - 1,7 % — корінних американців - 0,7 % — вихідців з тихоокеанських островів - 0,2 % — чорних або афроамериканців - 5,4 % — осіб інших рас |

До двох чи більше рас належало 5,7 %. Частка іспаномовних становила 8,1 % від усіх жителів.
За віковим діапазоном населення розподілялося таким чином: 19,4 % — особи молодші 18 років, 65,1 % — особи у віці 18—64 років, 15,5 % — особи у віці 65 років та старші. Медіана віку мешканця становила 39,6 року. На 100 осіб жіночої статі у переписній місцевості припадало 116,1 чоловіків;  на 100 жінок у віці від 18 років та старших — 126,1 чоловіків також старших 18 років.
Середній дохід на одне домашнє господарство  становив 45 277 доларів США (медіана — 39 519), а середній дохід на одну сім'ю — 46 967 доларів (медіана — 44 028). За межею бідності перебувало 39,7 % осіб, у тому числі 100,0 % дітей у віці до 18 років та 21,5 % осіб у віці 65 років та старших.
Цивільне працевлаштоване населення становило 136 осіб. Основні галузі зайнятості: роздрібна торгівля — 38,2 %, оптова торгівля — 27,9 %, виробництво — 19,1 %.